# Leyland
Leyland este un oraș în comitatul Lancashire, regiunea North West, Anglia. Orașul se află în districtul South Ribble a cărui reșrdință este.